# Canton de Dieppe-2
Le canton de Dieppe-2 est une circonscription électorale française du département de la Seine-Maritime créée par le décret du 27 février 2014. Elle tient lieu de circonscription d'élection des conseillers départementaux et entre en vigueur lors des premières élections départementales suivant la publication du décret.

## Histoire
Un nouveau découpage territorial de la Seine-Maritime entre en vigueur à l'occasion des premières élections départementales suivant le décret du 27 février 2014. Les conseillers départementaux sont, à compter de ces élections, élus au scrutin majoritaire binominal mixte. Les électeurs de chaque canton élisent au Conseil départemental, nouvelle appellation du Conseil général, deux membres de sexe différent, qui se présentent en binôme de candidats. Les conseillers départementaux sont élus pour 6 ans au scrutin binominal majoritaire à deux tours, l'accès au second tour nécessitant 12,5 % des inscrits au 1er tour. En outre la totalité des conseillers départementaux est renouvelée. Ce nouveau mode de scrutin nécessite un redécoupage des cantons dont le nombre est divisé par deux avec arrondi à l'unité impaire supérieure si ce nombre n'est pas entier impair, assorti de conditions de seuils minimaux. Dans la Seine-Maritime, le nombre de cantons passe ainsi de 69 à 35.
Le nouveau canton de Dieppe-2 est formé de communes des anciens cantons de Dieppe-Est (7 communes), d'Offranville (1 commune), d'Envermeu (29 communes) et d'Eu (1 commune) et d'une fraction de la commune de Dieppe. Il est entièrement inclus dans l'arrondissement de Dieppe. Le bureau centralisateur est situé à Dieppe.

## Représentation
| Période élective | Période élective | Mandat | Mandat   | Identité                | Nuance | Nuance | Qualité |
| ---------------- | ---------------- | ------ | -------- | ----------------------- | ------ | ------ | --- |
| 2015             | 2021             | 2015   | 2021     | Blandine Lefebvre       |        | UDI    | Cadre territorial Maire de Saint-Nicolas-d'Aliermont Ancienne conseillère régionale de Normandie (2004-2015) 1re vice-présidente, chargée de l’action sociale |
| 2015             | 2021             | 2015   | 2021     | Jean-Christophe Lemaire |        | LR     | Ancien bâtonnier du barreau des avocats de Dieppe Conseiller municipal de Dieppe depuis 2020                                                                  |
| 2021             | 2028             | 2021   | en cours | Maryline Fournier       |        | PCF    | Maire d'Arques-la-Bataille (depuis 2020) |
| 2021             | 2028             | 2021   | en cours | Nicolas Langlois        |        | PCF    | Maire de Dieppe (depuis 2017) Président du groupe PCF au conseil départemental (depuis 2021)                                                                  |

### Résultats détaillés

#### Élections de mars 2015
À l'issue du 1er tour des élections départementales de 2015, deux binômes sont en ballottage : Maurice Balavoine et Corinne Breton (FN, 28,98 %) et Blandine Lefebvre et Jean-Christophe Lemaire (Union de la Droite, 28,71 %). Le taux de participation est de 53,38 % (15 494 votants sur 29 025 inscrits) contre 49,48 % au niveau départemental et 50,17 % au niveau national.
Au second tour, Blandine Lefebvre et Jean-Christophe Lemaire (Union de la Droite) sont élus avec 60,61 % des suffrages exprimés et un taux de participation de 51,18 % (7 842 voix pour 14 856 votants et 29 025 inscrits).

#### Élections de juin 2021
Le premier tour des élections départementales de 2021 est marqué par un très faible taux de participation (33,26 % au niveau national). Dans le canton de Dieppe-2, ce taux de participation est de 36,32 % (10 710 votants sur 29 486 inscrits) contre 32,19 % au niveau départemental. À l'issue de ce premier tour, deux binômes sont en ballottage : Maryline Fournier et Nicolas Langlois (PCF, 46,29 %) et Blandine Lefebvre et Jean-Christophe Lemaire (Union au centre et à droite, 32,07 %).
Le second tour des élections est marqué une nouvelle fois par une abstention massive équivalente au premier tour. Les taux de participation sont de 34,36 % au niveau national, 32,06 % dans le département et 36,33 % dans le canton de Dieppe-2. Maryline Fournier et Nicolas Langlois (PCF) sont élus avec 56,58 % des suffrages exprimés (5 650 voix pour 10 712 votants et 29 488 inscrits),,.

## Composition
À sa création, le nouveau canton de Dieppe-2 comprenait vingt-et-un communes entières et une fraction de la commune de Dieppe.
| Nom                            | Code Insee | Intercommunalité          | Superficie (km2) | Population (dernière pop. légale)                | Densité (hab./km2) | Modifier                                    |
| ------------------------------ | ---------- | ------------------------- | ---------------- | ------------------------------------------------ | ------------------ | ------------------------------------------- |
| Dieppe (bureau centralisateur) | 76217      | CA de la Région Dieppoise | 11,67            | Fraction : 10 894 (2022) Commune : 28 599 (2022) | 2 451              | modifier les données · modifier les données |
| Ancourt                        | 76008      | CA de la Région Dieppoise | 12,44            | 627 (2022)                                       | 50                 | modifier les données · modifier les données |
| Arques-la-Bataille             | 76026      | CA de la Région Dieppoise | 14,68            | 2 433 (2022)                                     | 166                | modifier les données · modifier les données |
| Bailly-en-Rivière              | 76054      | CC Falaises du Talou      | 20,06            | 514 (2022)                                       | 26                 | modifier les données · modifier les données |
| Bellengreville                 | 76071      | CC Falaises du Talou      | 7,67             | 471 (2022)                                       | 61                 | modifier les données · modifier les données |
| Dampierre-Saint-Nicolas        | 76210      | CC Falaises du Talou      | 3,94             | 447 (2022)                                       | 113                | modifier les données · modifier les données |
| Douvrend                       | 76220      | CC Falaises du Talou      | 17,96            | 511 (2022)                                       | 28                 | modifier les données · modifier les données |
| Envermeu                       | 76235      | CC Falaises du Talou      | 14,58            | 1 973 (2022)                                     | 135                | modifier les données · modifier les données |
| Freulleville                   | 76288      | CC Falaises du Talou      | 11,13            | 378 (2022)                                       | 34                 | modifier les données · modifier les données |
| Grèges                         | 76324      | CA de la Région Dieppoise | 3,13             | 840 (2022)                                       | 268                | modifier les données · modifier les données |
| Les Ifs                        | 76371      | CC Falaises du Talou      | 4,03             | 72 (2022)                                        | 18                 | modifier les données · modifier les données |
| Martin-Église                  | 76414      | CA de la Région Dieppoise | 9,58             | 1 595 (2022)                                     | 166                | modifier les données · modifier les données |
| Meulers                        | 76437      | CC Falaises du Talou      | 6,67             | 579 (2022)                                       | 87                 | modifier les données · modifier les données |
| Notre-Dame-d'Aliermont         | 76472      | CC Falaises du Talou      | 13,31            | 712 (2022)                                       | 53                 | modifier les données · modifier les données |
| Petit-Caux                     | 76618      | CC Falaises du Talou      | 91,11            | 9 626 (2022)                                     | 106                | modifier les données · modifier les données |
| Ricarville-du-Val              | 76526      | CC Falaises du Talou      | 5,62             | 193 (2022)                                       | 34                 | modifier les données · modifier les données |
| Saint-Aubin-le-Cauf            | 76562      | CC Falaises du Talou      | 10,11            | 832 (2022)                                       | 82                 | modifier les données · modifier les données |
| Saint-Jacques-d'Aliermont      | 76590      | CC Falaises du Talou      | 7,86             | 362 (2022)                                       | 46                 | modifier les données · modifier les données |
| Saint-Nicolas-d'Aliermont      | 76624      | CC Falaises du Talou      | 15,53            | 3 707 (2022)                                     | 239                | modifier les données · modifier les données |
| Saint-Ouen-sous-Bailly         | 76630      | CC Falaises du Talou      | 5,32             | 225 (2022)                                       | 42                 | modifier les données · modifier les données |
| Saint-Vaast-d'Équiqueville     | 76652      | CC Falaises du Talou      | 14,04            | 753 (2022)                                       | 54                 | modifier les données · modifier les données |
| Sauchay                        | 76665      | CC Falaises du Talou      | 5,74             | 448 (2022)                                       | 78                 | modifier les données · modifier les données |
| Canton de Dieppe-2             | 7608       |                           |                  | 38 192 (2022)                                    |                    | modifier les données                        |

La partie de la commune de Dieppe intégrée dans le canton est celle située à l'est de l'axe médian des voies et limites suivantes : depuis le littoral, chenal, avant-port, bassin Duquesne, quai du Tonkin, arrière-port, bassin du Canada, bassin de Paris, voie non dénommée reliant l'extrémité Sud du bassin de Paris à la chaussée de l'Arques, chaussée de l'Arques, jusqu'à la limite territoriale de la commune de Rouxmesnil-Bouteilles.

## Démographie
En 2022, le canton comptait 38 192 habitants, en évolution de −1,57 % par rapport à 2016 (Seine-Maritime : +0,35 %, France hors Mayotte : +2,11 %).
| 2013   | 2018   | 2022   |
| ------ | ------ | ------ |
| 38 695 | 38 485 | 38 192 |